# Rebecca Vinterbarn Dyvling
Karin Rebecca Vinterbarn Dyvling, tidigare Elg, född 27 december 1980 i Ystad, är en svensk radiopersonlighet och krönikör, sedan 1999. Hon har bland annat medverkat i P3-programmen Frank, Morgonpasset och Christer. Hennes radiokarriär började med egna bidrag till programpunkten Lyssnarens eget program i Frank, där hon pratade om sitt liv ute i Värmlandsskogen utanför Säffle som hon hade flyttat till. Därefter följde en rad krönikor om hennes liv i skogen och hon blev sedan även programledare för Frank fram till december 2003. 2009 är hon bland annat krönikör i radioprogrammet Christer. 
Dyvling tv-debuterade sommaren 2010 med sju halvtimmeslånga program för ungdomar om litteraturhistoria, Hej litteraturen.